# Hodruša (přítok Malužiné)
Hodruša je potok v horním Liptově, v jižní části okresu Liptovský Mikuláš. Je to pravostranný přítok Malužiné, měří 8,8 km a je tokem V. řádu. Protéká územím NAPANTu.

## Pramen
Teče v Nízkých Tatrách, v podcelku Kráľovohoľské Tatry, pramení na západním svahu Zadné hole (1619 m) v nadmořské výšce přibližně 1450 m.

## Popis toku
Od pramene teče nejprve směrem na sever, esovitě se ohýbá, zprava přibírá přítok ze severního svahu Zadné hole a přechodně teče severozápadním směrem. Následně se stáčí na sever, protéká stejnojmennou dolinou a v její horní části postupně přibírá několik přítoků: nejprve zprava zpod Sedla pod Veľkým bokom (1479 m), pak zleva z jihovýchodního svahu Domárky (1464 m) a také pravostranný z jižního svahu Veľkého boku (1727 m). Ve střední části doliny pokračuje severozápadním směrem, zprava přibírá přítok ze západního svahu Veľkého boku, zleva přítok ze severního svahu Domárky a na krátkém úseku teče na sever. Pak protéká vedle hájovny Škarkétka na pravém břehu, u které přibírá pravostranný přítok ze severoseverozápadného svahu Malého boku (1534 m) a v dolní části doliny pak teče západo-severozápadním směrem. Zprava následně přibírá přítok z jižního svahu Pukance (1302 m), zleva dva krátké přítoky z lokality Široká, opět zprava přítok z jihojihozápadního svahu Dolinek (1273 m) a nakonec zleva další krátký přítok z lokality Široká. Pak už pokračuje k ústí západním směrem, teče vedle hájovny Predná na levém břehu a nedaleko ní, jihovýchodně od obce Malužiná, ústí v nadmořské výšce cca 804 m do potoka Malužiná.